# Vazirabad
Vazirabad (né le 8 mars 2012) est un cheval de course pur-sang français, spécialiste des longues distances. 

## Carrière de courses
Élevé en France par l'Aga Khan, Vazirabad est castré dans sa jeunesse et débute tardivement, à 3 ans. Lauréat pour sa troisième sortie, il s'attaque en septembre aux groupes sur longue distance et ne tarde pas à s'affirmer comme un cheval de premier plan, enchaînant les succès dans le Prix Lutèce, le Prix Chaudenay et, consécration, le Prix Royal Oak. À 4 ans, il effectue sa rentrée à Dubaï, lors de la réunion de la World Cup, en s'imposant dans l'épreuve pour stayers, la Dubaï Gold Cup, aux dépens du Britannique Big Orange. De retour en France, il enchaîne avec le Prix Vicomtesse Vigier, puis tente une incursion malheureuse sur la distance classique dans le Grand Prix de Saint-Cloud. Mais les 2 400 mètres ne correspondent pas à ses aptitudes, et il a tôt fait de revenir sur les épreuves de longue haleine. Il échoue toutefois d'un souffle dans le Prix du Cadran, battu par l'Anglais Quest For More, mais réalise un doublé dans le Prix Royal Oak. 
À 5 ans, Vazirabad reprend le chemin de Dubaï, et après avoir concédé une défaite face à Beautiful Romance pour sa rentrée, il inscrit son nom au palmarès de la Dubaï Gold Cup pour la deuxième fois, prenant sa revanche sur Beautiful Romance. Son programme français est le même que l'année précédente, et si cette fois il remporte le Prix du Cadran, Ice Breeze l'empêche de glaner un troisième Prix Royal Oak. Des triplés, il en réussira deux au cours de l'année suivante : dans la Dubaï Gold Cup d'abord, puis dans la foulée, dans le Prix Vicomtesse Vigier. Il est le seul triple lauréat de ces deux épreuves. 
Si Vazirabad n'a jamais été consacré stayer de l'année en Europe, devant abandonner cet honneur à l'Irlandais Order of St George en 2016 et 2017, c'est qu'il n'a pas participé à la Gold Cup, la plus prestigieuse course de stayers en Europe. À 6 ans, il franchit enfin la Manche, direction Ascot pour la consécration. Mais sur place l'attend la nouvelle vedette des longues distances, le 4 ans Stradivarius, qui s'apprête à dominer la discipline au cours des prochaines années. Le match tourne à l'avantage du cadet, Vazirabad termine deuxième à la lutte devant Torcedor, tandis qu'Order of St George est quatrième en retrait. Ce sera la dernière sortie de Vazirabad, victime d'une blessure au tendon qui le contraint à mettre un terme à sa saison. Resté à l'entraînement l'année suivante, il ne parvient pas à retrouver sa forme et sa retraite définitive est annoncée en septembre 2019,. L'un des meilleurs stayers de la décennie, il aura remporté pas moins de 13 courses de groupe.

### Résumé de carrière
| Date         | Hippodrome  | Pays        | Course                    | Statut      | Distance    | Jockey               | Place       | Écart        | Vainqueur ou deuxième |
| 2015, 3 ans  | 2015, 3 ans | 2015, 3 ans | 2015, 3 ans               | 2015, 3 ans | 2015, 3 ans | 2015, 3 ans          | 2015, 3 ans | 2015, 3 ans  | 2015, 3 ans           |
| ------------ | ----------- | ----------- | ------------------------- | ----------- | ----------- | -------------------- | ----------- | ------------ | --------------------- |
| 19 mai       | Longchamp   | France      | Prix des Gobelins         | Maiden      | 2 200 m     | Alexis Badel         | 6e / 9      | 5 ¾          | Clariden              |
| 16 juin      | Dieppe      | France      | Prix Clarkson-Stanfield   | Maiden      | 3 000 m     | Alexis Badel         | 2e / 14     | 1 ¼          | Ponte Fortune         |
| 18 juillet   | Dieppe      | France      | Prix Claude Monet         | Maiden      | 3 000 m     | Yohann Bourgeois     | 1er / 9     | 1 ½          | Marcel Debruxelles    |
| 4 août       | Deauville   | France      | Prix Equidia Turf Club    | Conditions  | 2 700 m     | Christophe Soumillon | 1er / 6     | 3/4          | Launched              |
| 6 septembre  | Longchamp   | France      | Prix de Lutèce            | Gr. 3       | 3 000 m     | Christophe Soumillon | 1er / 6     | 1 ¼          | Big Blue              |
| 3 octobre    | Longchamp   | France      | Prix Chaudenay            | Gr. 2       | 3 000 m     | Christophe Soumillon | 1er / 7     | 3            | Tiberian              |
| 10.25        | Saint-Cloud | France      | Prix Royal Oak            | Gr. 1       | 3 100 m     | Christophe Soumillon | 1er / 13    | 1            | Siljan's Saga         |
| 2016, 4 ans  |             |             |                           |             |             |                      |             |              |                       |
| 26 mars      | Meydan      | Dubaï       | Dubaï Gold Cup            | Gr. 2       | 3 200 m     | Christophe Soumillon | 1er / 11    | encolure     | Big Orange            |
| 29 mai       | Saint-Cloud | France      | Prix Vicomtesse Vigier    | Gr. 2       | 3 100 m     | Christophe Soumillon | 1er / 4     | 3/4          | Fly With Me           |
| 3 juillet    | Saint-Cloud | France      | Grand Prix de Saint-Cloud | Gr. 1       | 2 400 m     | Christophe Soumillon | 7e / 11     | 2 ½          | Silverwave            |
| 11 septembre | Chantilly   | France      | Prix Gladiateur           | Gr. 3       | 3 000 m     | Christophe Soumillon | 1er / 6     | cte encolure | Nahual                |
| 1er octobre  | Chantilly   | France      | Prix du Cadran            | Gr. 1       | 4 100 m     | Christophe Soumillon | 2e / 12     | cte encolure | Quest For More        |
| 10.23        | Saint-Cloud | France      | Prix Royal Oak            | Gr. 1       | 3 100 m     | Christophe Soumillon | 1er / 15    | 1 3/4 body   | Endless Time          |
| 2017, 5 ans  |             |             |                           |             |             |                      |             |              |                       |
| 23 février   | Meydan      | Dubaï       | Nad Al Sheba Trophy       | Gr. 3       | 2 800 m     | Christophe Soumillon | 2e / 9      | 1 ½          | Beautiful Romance     |
| 25 mars      | Meydan      | Dubaï       | Dubaï Gold Cup            | Gr. 2       | 3 200 m     | Christophe Soumillon | 1er / 14    | encolure     | Beautiful Romance     |
| 28 mai       | Chantilly   | France      | Prix Vicomtesse Vigier    | Gr. 2       | 3 100 m     | Christophe Soumillon | 1er / 3     | cte encolure | Sirius                |
| 10 septembre | Chantilly   | France      | Prix Gladiateur           | Gr. 3       | 3 000 m     | Christophe Soumillon | 1er / 8     | 3/4          | Holdthatasigreen      |
| 30 septembre | Chantilly   | France      | Prix du Cadran            | Gr. 1       | 4 100 m     | Christophe Soumillon | 1er / 6     | 1/2          | Mille Et Mille        |
| 22 octobre   | Saint-Cloud | France      | Prix Royal Oak            | Gr. 1       | 3 100 m     | Christophe Soumillon | 2e / 9      | 1 ¼          | Ice Breeze            |
| 2018, 6 ans  |             |             |                           |             |             |                      |             |              |                       |
| 1er mars     | Meydan      | Dubaï       | Nad Al Sheba Trophy       | Gr. 3       | 2 800 m     | Christophe Soumillon | 2e / 11     | 1 ¾          | Rare Rhythm           |
| 3.31         | Meydan      | Dubaï       | Dubaï Gold Cup            | Gr. 2       | 3 200 m     | Christophe Soumillon | 1er / 16    | 1            | Sheikhzayedroad       |
| 27 mai       | Longchamp   | France      | Prix Vicomtesse Vigier    | Gr. 2       | 3 100 m     | Christophe Soumillon | 1er / 10    | encolure     | Marmelo               |
| 21 juin      | Ascot       | Royaume-Uni | Gold Cup                  | Gr. 1       | 4 000 m     | Christophe Soumillon | 2e / 9      | 3/4          | Stradivarius          |

## Origines
Le pedigree de Vazirabad illustre la variété des courants de sang au sein de l'élevage Aga Khan. Côté père, le champion allemand Manduro, triple vainqueur de groupe 1 nanti de ratings de haute volée (131 pour la FIAH, 135 pour Timeform). Côté mère, une jument issue de l'élevage Lagardère, Visorama. Fille de Linamix, celle-ci dispose d'un palmarès enviable (lauréate du Prix de Flore (Gr.3), deuxième du Prix Corrida et troisième du Grand Prix de Saint-Cloud) et a donné l'honorable Visoriyna, placée au niveau groupe 3. Visor, la deuxième mère, est née quant à elle d'un légendaire haras américain, Claiborne Farm, et sa mère était une soeur du champion Swale (Florida Derby, Kentucky Derby, Belmont Stakes). Importée par Jean-Luc Lagardère en 1993, elle s'est révélée une formidable poulinière, d'abord pour l'écurie Lagardère, ensuite pour les couleurs de l'Aga Khan lorsqu'il a acquis la jumenterie Lagardère en 2005. Pour l'écurie Lagardère, elle a donné Visionary (par Linamix), troisième de la Poule d'Essai des Poulains et du Prix Dollar, Visionnaire (par Linamix), deuxième des Prix Chloé et de la Grotte (Gr.3), troisième du Prix de Diane et du Prix Saint-Alary, Visorhill (par Danehill), deuxième de La Coupe de Maisons-Laffitte (Gr.3) et Visorama. Pour le compte de l'Aga Khan, Visindar (par Sinndar), vainqueur du Prix Greffulhe, et Varenar (par Rock of Gibraltar), lauréat du Prix de la Forêt.

### Pedigree
| Origines de Vazirabad (FR), hongre bai né en 2012 | Origines de Vazirabad (FR), hongre bai né en 2012 | Origines de Vazirabad (FR), hongre bai né en 2012 | Origines de Vazirabad (FR), hongre bai né en 2012 |
| ------------------------------------------------- | ------------------------------------------------- | ------------------------------------------------- | ------------------------------------------------- |
| Père Manduro 2002                                 | Monsun 1990                                       | Königssstuhl                                      | Dschingis Khan                                    |
| Père Manduro 2002                                 | Monsun 1990                                       | Königssstuhl                                      | Königskrönung                                     |
| Père Manduro 2002                                 | Monsun 1990                                       | Mosella                                           | Surumu                                            |
| Père Manduro 2002                                 | Monsun 1990                                       | Mosella                                           | Monasia                                           |
| Père Manduro 2002                                 | Mandellicht 1994                                  | Be My Guest                                       | Northern Dancer                                   |
| Père Manduro 2002                                 | Mandellicht 1994                                  | Be My Guest                                       | What A Treat                                      |
| Père Manduro 2002                                 | Mandellicht 1994                                  | Mandelauge                                        | Elektrant                                         |
| Père Manduro 2002                                 | Mandellicht 1994                                  | Mandelauge                                        | Mandriale                                         |
| Mère Visorama 2000                                | Linamix 1987                                      | Mendez                                            | Bellypha                                          |
| Mère Visorama 2000                                | Linamix 1987                                      | Mendez                                            | Miss Carina                                       |
| Mère Visorama 2000                                | Linamix 1987                                      | Lunadix                                           | Breton                                            |
| Mère Visorama 2000                                | Linamix 1987                                      | Lunadix                                           | Lutine                                            |
| Mère Visorama 2000                                | Visor 1989                                        | Mr. Prospector                                    | Raise A Native                                    |
| Mère Visorama 2000                                | Visor 1989                                        | Mr. Prospector                                    | Gold Digger                                       |
| Mère Visorama 2000                                | Visor 1989                                        | Look                                              | Spectacular Bid                                   |
| Mère Visorama 2000                                | Visor 1989                                        | Look                                              | Tuerta (Famille: 1-n)                             |